# Фавр Володимир Володимирович
Володи́мир Володи́мирович Фавр (5(17) липня 1874, Харків — 24 березня 1920, П'ятигорськ) — український гігієніст, один із засновників санітарно-гігієнічної служби у Харкові.

## Життєпис
Народився. в Харкові в родині лікаря. У 1892 р. закінчив зі срібною медаллю Першу харківську гімназію та вступив на медичний факультет Імператорського Харківського університету. У студентські роки займався науковою роботою у сферах хімії, бактеріології та гігієни. Під час канікул після четвертого курсу працював у гігієнічному інституті професора Флюгге в Бреславі.
У 1897 р. закінчив університет, одержавши звання «лекаря с отличием».
У 1897—1904 рр. працював в університеті асистентом кафедри гігієни. У 1905 р. виконував обов'язки помічника директора Харківського земського повивального училища.
Делегат XII Міжнародного з'їзду лікарів у Москві (1897 р.).
У 1901 р. був відряджений університетом до чумної лабораторії Інституту експериментальної медицини в Петербурзі для вивчення мікробіології та чумної палички. Займався дослідженням малярії, брав участь в експедиціях у вогнищах розповсюдження малярії.
Підчас написання докторської дисертації у 1902 р. заразив себе малярією від нового виду комара, щоб довести, що той є переносником хвороби.
У 1903 р. захистив докторську дисертацію «Опыт изучения малярии в России в санитарном отношении». у 1904 р. став приват-доцентом кафедри гігієни.
У 1903—1904 рр. вивчав малярію на Кавказі, у Воронізькій та Харківській губерніях. У 1904 р. разом з Г. Я. Остряніним очолив бактеріологічний загін, працював на театрі воєнних дій російсько-японської війни.
У 1906—1911 р. викладав фабричну гігієну в Харківському технологічному інституті.
У 1911 р. був обраний приват-доцентом на кафедру гігієни Жіночого медичного інституту Харківського медичного товариства, з 1916 р. — професор цього інституту. У різні роки читав курси та лекції з гігієни й епідеміології на курсах сестер-жалібниць при Харківській громаді сестер-жалібниць Червоного Хреста, на курсах для робітників, у Ветеринарному інституті.
Кілька разів виїжджав за кордон, де знайомився з постановкою санітарно-епідеміологічної справи.
У 1910 р. був відряджений протичумною комісією до Одеси для боротьби з чумою, керував заходами проти чуми майже до кінця епідемії. У 1911 р. був відрядженний комісією до Приморської та Амурської областей для запобігання занесенню чуми до Росії.
У 1915—1916 рр. — член навчального комітету Харківських вищих комерційних курсів.
З 1918 р. — штатний доцент кафедри гігієни Харківського університету.

## Діяльність з організації санітарної служби Харкова
З лютого 1905 р. і до листопада 1919 р. Фавр був організатором, консультантом, а часом й виконавецем робіт щодо організації лікарсько-санітарної сфери Харкова.
З 1905 р. очолив санітарне бюро міської управи (створене у 1878 р.). За часів керування установою Фавра кількість міських санітарних лікарів зросла від 1 до 4, з його ініціативи була створена 5-та дільнична амбулаторія.
У 1907 і 1913 рр. був відряджений від міської думи до Європи для вивчення споруд біологічних очисток в містах.
Встановив тісний контакт міської санітарної служби з лікарнями, дільничними амбулаторіями та інститутом шкільних лікарів. Займався розширенням та впорядженням нічліжних притулків, організацією їдалень, влаштуванням лазень, боротьбою з пияцтвом. Виступав за заборону проституції, вважаючи, що її регламентація суперечить не тільки моральним нормам, а й санітарним вимогам.
У 1897 р., по закінченні університету, вступив у Харківське медичне товариство. У 1898 р. виступив з доповіддю «О голодном хлебе», після чого за ініціативою Фавра була створена комісія допомоги голодуючим Харківського медичного товариства. Також після його доповідей у різні роки були створені комісії з побудови притулку для невиліковно хворих імені доктора В. А. Франковського, боротьби із чумою, холерою, тифом, трихінозними захворюваннями в Харкові, з організації бактеріологічного загону на Далекий Схід, з відкриття хіміко-фармацевтичного інституту, з реорганізації установ медичного товариства тощо.
Був одним з організаторів у 1907 р. секції громадської медицини, гігієни та демографії в складі Харківського медичного товариства, у 1909 р. був обраний головою цієї секції.
Неодноразово читав лекції на бактеріологічних курсах медичного товариства.
У 1906—1912 рр. був редактором відділу гігієни і відповідальним секретарем «Харьковского медицинского журнала». Від 1918 р. до своєї смерті працював відповідальним редактором і редактором відділу гігієни, санітарії та міської медицини журналу «Врачебное дело».
Помер від висипного тифу, працючи у складі надзвичайної комісії боротьби з епідемією цієї хвороби.

## Наукова діяльність
Фавр є автором праць, присвячених питанням гігієни та епідеміології (малярія, туберкульоза, чума, венеричні хвороби тощо). Займався проблемами санаторного лікування легеневих хворих, санітарно-побутових умов життя містян і селян, шкільного санітарного нагляду, способам громадсько-державної боротьби з пияцтвом, організації народних їдалень у Харкові, вивченню статевого життя харківського студентства та поширення в його середовищі венеричних захворювань, боротьби із заразливими хворобами в умовах воєнного часу, розвиткові санітарно-епідеміологічної справи в Харкові.

## Громадська позиція
Фавр разом з професорами Харківського університету М. А. Гредескулом, Д. І. Багалієм, М. Ф. Сумцовим був одним з лідерів харківського осередку партії кадетів. Позиціонував себе як українофіл. Був послідовним противником антисемітизму, активно виступав проти єврейських погромів.
У 1913 р. добився у Петербурзі скасування рішення про закриття Харківського медичного товариства за антиурядову резолюцію щодо «справи Бейліса».
З 1914 р. із самого заснування Всеросійського союзу міст працював у Харківському обласному комітеті союзу, в 1916—1917 рр. очолював його санітарно-технічне бюро. За ініціативою і планом Фавра в Харкові було побудовано шпиталь № 13 союзу міст.
Брав участь у діяльності Харківського товариства поширення у народі грамотності (Харківське товариство грамотності, ХТГ).
Беззастережно прийняв лютневу революцію. Тимчасовий уряд запросив Фавра до Петрограду для розробки проекту реорганізації лікарсько-санітарної справи.
Насильство більшовиків після жовтневого перевороту гнітюче подіяли на Фавра. Під час окупації Харкова військами Денікіна у 1919 р. очолював міську санітарну службу та входив до складу кадетської фракції міської думи. Після повернення до Харкова влади більшовиків активно співпрацю з радянською владою в налагодженні нової системи охорони здоров'я.

## Нагороди
- Орден Святого Станіслава 3-го ступеня (1913) за боротьбу з холерою та чумою у 1910 році[2].